# レッドクラブ
レッドクラブ（RED CRAB）は、タイトーのコンピューターゲーム『ダライアスII』に登場するボスキャラクターで、架空の宇宙戦艦。

## 特徴
本来はアーケード版『ダライアス』に登場予定だったものの、ボツとなるがダライアスIIで復活したキャラクター。
名前の通りカニ型の戦艦で、シオマネキがモチーフのキャラクター。
名を表す赤いカラーと、シオマネキの雄の特徴である片側だけ大きなハサミを持っている。ゲームではカニの看板のような姿で現れ、体をやや下向きにしているカニとはポーズが違う。

## 能力
月面ゾーンのG、H、I、Jゾーンに登場する。シルバーホークを見つけると、駆けだして接近してくる。時々ジャンプし、泡型の弾を中央から出す。
ハサミ脚を攻撃し、最後に残った下二脚のうち、どちらかを壊せば（両方壊すことも可）移動不能となり、本体部分が弱点となる。しかし、本体からは泡弾を連射し通常弾をばらまき、更に180度の方向へ緑色の大型リングレーザーを撃ってくるので、最後の脚を落としたらすぐに破壊しなければならない。
画面端に誘導しないと、脚を全て落とした時の対処に苦労することになる。

## 他の登場作品

### メガドライブ版
メガドライブ版ではスチールスピンが4面ボスに配置換えされたために、レッドクラブは6面の火星Q、S、Uゾーンに配置換えとなった。
アーケード版と攻撃方法が異なっており、大きなハサミは吸引装置となっており、自機を吸い寄せる。泡弾を連発するが、これはアーケード版よりも大きくなっており、破壊可能。
脚を落として身動きできない状態にしないと破壊することは出来ないのは業務用と同じだが、リングレーザーは出さない。しかし、メガドライブ版は業務用のように画面端に誘導しても、ばらまき弾を避け続けなければならない。

### PCエンジン版
PCエンジン版『スーパーダライアス』では、Uゾーンボスとして登場。全ボスで唯一ボス登場前に出てくる浮遊機雷を持たず、上から降ってくるように出てくる。これは後述のサーガイア版も同じ。
浮遊機雷を持たない代わりに、口部分から浮遊機雷型弾を180度方向にばらまいて撃ち、ハサミから直角式レーザーを放ち、ハサミが壊れるとジャンプする。『ダライアスプラス』ではマイホームダディと配置換えになっている。
『スーパーダライアスII』では中ボスとなっている。

### サーガイア
ゲームボーイ版『サーガイア』では、2面ボスで登場。PCエンジン版とほぼ同じ攻撃をする。ホーミングミサイルと泡弾を撃ち、ジャンプをする。BGMもPCエンジン版と同じくBOSS6になっている。

## 他のカニ型戦艦
本艦の他にもカニ型戦艦が登場する。

### ボールドクラブ（BALD CRAB）
PCエンジン版『スーパーダライアスII』に登場するタカアシガニ型のボスキャラクター。
脚の長さに比べて体が小さく、脚は伸ばして殆ど直立しており、脚立のような形状をしている。かなり短く小さいハサミを前に出したり、脚のスリットからはホーミングミサイル、目からはレーザーを撃つ。

### ヒステリックエンプレス（HYSTERIC EMPRESS）
『ダライアス外伝』に登場するタカアシガニ型ボス。ボールドクラブよりもタカアシガニの特徴を備えたデザインとなっていて、脚部には当たり判定が無く、先端にドリル状の爪がある。
ヒステリックエンプレスの名の通り、腹部を開いて子ガニ弾を産み落とし、Xゾーンの要塞コアとなっている。中央の口から破壊可能だが、耐久力のある泡弾を大量に吐き、甲羅外縁の砲台からホーミングレーザーを撃つ。泡弾は画面を覆い尽くすほどに放たれることもあり、避けにくい。
子ガニ弾からも沢山の泡弾が放たれ、長いハサミで自機の攻撃をガード、もしくは振るって攻撃する。目は破壊可能で、ジャンプして自機を押し潰そうとする攻撃もある。初期開発バージョンでは脚にも当たり判定があり、避ける場所が殆ど無かったために修正された。
本体が弱点だが、撃沈してもエンディングでは、完全に倒してはいなかったという結末が待っている。

### フォースクロー（FORCE CLAW）
『ダライアスバースト クロニクルセイバーズ』に登場するカニ型戦艦。
体色はグリーンの片方だけの鋏が大きいデザインで、その意味ではレッドクラブと同じだが、シオマネキよりは、後述する二亜種が両方の鋏がどちらも大きい事から、カニの生態でいえば自切行動後に片方の鋏脚が再生中といった姿に近く、また歩脚がタラバガニ類のように6本しかない。
二つの目を動かしてレーザーを撃ちつつ、カニ特有の横歩きをするように画面内を時計回りに移動する。大きな鋏を自機に向けて突き出したり、レーザーやバーストビームに竜巻型のレーザーを撃つ。脚からはロングレーザーを撃ち、小さな鋏脚からは破裂弾やバーストビームを放つ。口からは耐久力の高い泡を吐いて攻撃を遮断することもある。鋏と脚の装甲部を破壊可能。背部甲羅の筒状の砲台からはホーミングミサイルを撃つ。
強化型にグレーカラーのソリッドクロー（SOLID CLAW）と、両方の鋏脚が大きいブルーカラーのダブルクロー（DOUBLE　CLAW）と、ダブルクローの甲羅部をオレンジにしたツインクロー（TWIN CLAW）がいる。
強化型はいずれも目から出すレーザーがホーミングになっている他、ダブルクローとツインクローは鋏を回転式のロケットパンチのように飛ばし、更に外れた部分からニードル弾を3方向に放つ。

## 他の甲殻類型戦艦
シリーズには他にも甲殻類モチーフの戦艦が登場する。

### デュアルシェアーズ
デュアルシェアーズ参照

### ヤマト／マイホームダディ
ヤマト (ダライアスII)参照

### クラスティハンマー
クラスティハンマー参照

### アンシェントドーザー
アンシェントドーザー参照

### バイオレントルーラー
バイオレントルーラー参照

### バイオハザード（BIO HAZARD）
スーパーファミコン版『ダライアスフォース』に登場するミジンコ型のボスで、遺伝学と進化論がテーマの本作の原点的ボスキャラクター。
腕部分から3WAY弾を撃ち、腕を破壊したら体の中央の回転砲台から弾をばらまき、腹部を覆っている破壊可能な泡を飛ばしてくる。泡を全部除去した後の中央コアが弱点。
ハードランクでは、下部砲塔からレーザーを撃つ。

## 甲殻類型キャラクター
ダライアスには空中敵でバルビというダンゴムシ（もしくはヨコエビ）型のキャラクターが登場。IIではバルビデカに変更され、名前通り拡大し、極彩色になった。
『Gダライアス』では、ボスではないが、カイカムリ型の大型ザコキャラクターであるヅラプーマXと、オオベニウミグモ型のラムツマが登場。どちらもボスに匹敵する巨体を持ち、ヅラプーマXは鋏からスプレイガンを3方向に撃ち、ラムツマはレーザーをしつこく自機目がけて撃ってくる。
水生昆虫型の敵として、ミズリホというタガメ型の中型ザコキャラも登場する。